# Росси, Джузеппе
Джузе́ппе Ро́сси (итал. Giuseppe Rossi; род. 1 февраля 1987, Тинек, Нью-Джерси, США) — итальянский футболист, нападающий. Лучший бомбардир олимпийского футбольного турнира 2008 года.

## Карьера
Джузеппе родился в США в семье итальянских эмигрантов. Его отец — в прошлом футболист, мать — учительница. В 2000 году Росси пришло приглашение из «Пармы», и он с отцом сразу же переехал в Италию. Когда ему было 17 лет, Росси выкупил «Манчестер Юнайтед», за который он играл сначала в молодёжной команде, а потом и в резерве, лишь изредка появляясь на поле за основную команду в кубковых играх.
В начале сезона 2006/07, Росси перешёл в «Ньюкасл Юнайтед» на правах аренды до 1 января 2007 года, где он, как ожидали, получит немного опыта. Он дебютировал 24 сентября 2006 года, производя на всех впечатление, и показав высокую скорость и несколько поспешных ударов по воротам. Росси свой единственный гол забил 25 октября 2006 года против «Портсмута».
Во второй половине сезона он был снова отправлен в аренду, на сей раз в его прежний клуб, «Парму». Росси забил 9 голов в 19 матчах и помог клубу избежать вылета в Серию B, показав свои лучшие качества. Своей игрой Росси привлёк внимание лучших клубов Европы.
31 июля 2007 года «Манчестер Юнайтед» продал Росси испанскому клубу «Вильярреал». Трансфер игрока составил 10 миллионов евро. Однако, в контракте Росси есть пункт по которому МЮ может выкупить игрока за ту же сумму. Свой первый гол Джузеппе забил 26 августа 2007 года в матче против «Валенсии».
В ноябре 2012 года появилась новость о том, что итальянским нападающим официально интересуется «Ливерпуль», которому очень нужны новые форварды, а Росси хочет покинуть «жёлтую субмарину». По предварительным данным, сумма трансфера Джузеппе составляет €10 млн — та самая цифра, за которую он был продан в «Вильярреал».
4 января 2013 года Росси официально стал игроком «Фиорентины». На момент подписания контракта Росси стал самым высокооплачиваемым игроком команды.
В мае 2014 года получил травму колена, из-за которой был вынужден пропустить более года. 18 июля 2015 года вернулся на поле, выйдя на замену во втором тайме товарищеского матча против «Карпи». Встреча завершилась со счётом 2:0.
22 января 2016 года отправился в аренду до конца сезона в испанский клуб «Леванте». За «лягушек» дебютировал 25 января в матче против «Лас-Пальмаса». 31 января в матче против «Севильи» забил свой первый гол за валенсийцев.
Летом 2016 года отправился в однолетнюю аренду в «Сельту». Свой дебют за галисийцев, 15 сентября в матче Лиги Европы 2016/17 против бельгийского «Стандарда», отметил голом. 3 апреля 2017 года в матче против «Лас-Пальмаса» оформил хет-трик. 9 апреля в матче против «Эйбара» порвал переднюю крестообразную связку левого колена, из-за чего выбыл как минимум на шесть месяцев. Летом 2017 года стал свободным агентом, отвергнув предложение «Сельты» после истечения контракта с «Фиорентиной».
4 декабря 2017 года Росси присоединился к «Дженоа». За генуэзцев дебютировал 20 декабря в матче Кубка Италии 2017/18 против «Ювентуса», выйдя на замену во втором тайме. 6 мая 2018 года в матче против «Фиорентины» забил свой первый гол за «Дженоа». После матча против «Беневенто» 12 мая тест на допинг выявил в организме Росси запрещённое вещество — дорзоламид, но он избежал дисквалификации. По окончании сезона 2017/18 Росси покинул «Дженоа» в связи с истечением срока контракта.
В 2019 году, находясь в статусе свободного агента, тренировался с несколькими клубами: в январе — с «Манчестер Юнайтед», в феврале — с американским «Лос-Анджелесом», в октябре — с «Вильярреалом».
27 февраля 2020 года Росси подписал контракт с клубом MLS «Реал Солт-Лейк». В американской лиге дебютировал 29 февраля в матче стартового тура сезона 2020 против «Орландо Сити», выйдя на замену во втором тайме. 29 августа в матче против «Портленд Тимберс» забил свой первый гол в MLS. По окончании сезона 2020 РСЛ не стал продлевать контракт с Росси.
19 ноября 2021 года, Росси подписал контракт до конца сезона 2021/22 с итальянским клубом из Серии B «СПАЛ» после нескольких недель тренировок с игроками клуба.

## Сборная
В 2006 году Росси был приглашён на сбор сборной США перед чемпионатом мира, но он отказался, заявив что его желание — играть за сборную Италии. Джузеппе играл во всех юниорских и молодёжных сборных Италии. 17 ноября 2010 во время товарищеского матча с Румынией вывел Италию на поле в качестве капитана.

## Клубная статистика
| Выступление       | Выступление      | Выступление      | Чемпионат | Чемпионат | Кубки | Кубки | Еврокубки | Еврокубки | Прочие | Прочие | Итого | Итого |
| Клуб              | Лига             | Сезон            | Игры      | Голы      | Игры  | Голы  | Игры      | Голы      | Игры   | Голы   | Игры  | Голы  |
| ----------------- | ---------------- | ---------------- | --------- | --------- | ----- | ----- | --------- | --------- | ------ | ------ | ----- | ----- |
| Манчестер Юнайтед | Премьер-лига     | 2005/06          | 5         | 1         | 5     | 3     | 2         | 0         | 0      | 0      | 12    | 4     |
| Манчестер Юнайтед | Итого            | Итого            | 5         | 1         | 5     | 3     | 2         | 0         | 0      | 0      | 12    | 4     |
| Ньюкасл (аренда)  | Премьер-лига     | 2006/07          | 11        | 0         | 2     | 1     | 0         | 0         | 0      | 0      | 13    | 1     |
| Ньюкасл (аренда)  | Итого            | Итого            | 11        | 0         | 2     | 1     | 0         | 0         | 0      | 0      | 13    | 1     |
| Парма (аренда)    | Серия A          | 2006/07          | 19        | 9         | 0     | 0     | 1         | 0         | 0      | 0      | 20    | 9     |
| Парма (аренда)    | Итого            | Итого            | 19        | 9         | 0     | 0     | 1         | 0         | 0      | 0      | 20    | 9     |
| Вильярреал        | Примера          | 2007/08          | 27        | 11        | 5     | 2     | 5         | 0         | 0      | 0      | 37    | 13    |
| Вильярреал        | Примера          | 2008/09          | 30        | 12        | 1     | 0     | 8         | 3         | 0      | 0      | 39    | 15    |
| Вильярреал        | Примера          | 2009/10          | 34        | 10        | 4     | 2     | 8         | 5         | 0      | 0      | 46    | 17    |
| Вильярреал        | Примера          | 2010/11          | 36        | 18        | 5     | 3     | 15        | 11        | 0      | 0      | 56    | 32    |
| Вильярреал        | Примера          | 2011/12          | 9         | 3         | 0     | 0     | 5         | 2         | 0      | 0      | 14    | 5     |
| Вильярреал        | Итого            | Итого            | 136       | 54        | 15    | 7     | 41        | 21        | 0      | 0      | 192   | 82    |
| Фиорентина        | Серия A          | 2012/13          | 1         | 0         | 0     | 0     | 0         | 0         | 0      | 0      | 1     | 0     |
| Фиорентина        | Серия A          | 2013/14          | 21        | 16        | 1     | 0     | 2         | 1         | 0      | 0      | 24    | 17    |
| Фиорентина        | Серия A          | 2014/15          | 11        | 0         | 1     | 0     | 4         | 2         | 0      | 0      | 16    | 2     |
| Фиорентина        | Серия A          | 2016/17          | 1         | 0         | 0     | 0     | 0         | 0         | 0      | 0      | 1     | 0     |
| Фиорентина        | Итого            | Итого            | 34        | 16        | 2     | 0     | 6         | 3         | 0      | 0      | 42    | 19    |
| Леванте (аренда)  | Примера          | 2015/16          | 17        | 6         | 0     | 0     | 0         | 0         | 0      | 0      | 17    | 6     |
| Леванте (аренда)  | Итого            | Итого            | 17        | 6         | 0     | 0     | 0         | 0         | 0      | 0      | 17    | 6     |
| Сельта (аренда)   | Примера          | 2016/17          | 18        | 4         | 4     | 1     | 7         | 1         | 0      | 0      | 29    | 6     |
| Сельта (аренда)   | Итого            | Итого            | 18        | 4         | 4     | 1     | 7         | 1         | 0      | 0      | 29    | 6     |
| Дженоа            | Серия A          | 2017/18          | 9         | 1         | 1     | 0     | 0         | 0         | 0      | 0      | 10    | 1     |
| Дженоа            | Итого            | Итого            | 9         | 1         | 1     | 0     | 0         | 0         | 0      | 0      | 10    | 1     |
| Реал Солт-Лейк    | MLS              | 2020             | 7         | 1         | 0     | 0     | 0         | 0         | 0      | 0      | 7     | 1     |
| Реал Солт-Лейк    | Итого            | Итого            | 7         | 1         | 0     | 0     | 0         | 0         | 0      | 0      | 7     | 1     |
| Всего за карьеру  | Всего за карьеру | Всего за карьеру | 256       | 92        | 29    | 12    | 57        | 25        | 0      | 0      | 342   | 129   |